# Wolfgang Brönner
Wolfgang Dieter Brönner (geboren am 17. November 1940 in Berlin) ist ein deutscher Kunsthistoriker und Denkmalpfleger. Von 1991 bis 2005 leitete er als Landeskonservator das Landesamt für Denkmalpflege des Bundeslandes Rheinland-Pfalz in Mainz.

## Leben
Brönner studierte ab 1961 an den Universitäten in Würzburg, Lausanne und Bonn Jura, ehe er im Jahr 1965 in Bonn bleibend, ein Studium der Kunstgeschichte und Klassischen Archäologie anschloss. 1971 legte er das zweite juristische Staatsexamen ab. Im gleichen Jahr wurde er bei Heinrich Lützeler im Fach Kunstgeschichte mit einer Arbeit über die “französische Architekturtheorie des 17. Jahrhunderts” zum Dr. phil. promoviert.
Nach seinem Studienabschluss wechselte er zunächst für zwei Jahre als Dezernent für Studien- und Bauangelegenheiten an die Verwaltung der Universität Dortmund und trat dann 1973 als wissenschaftlicher Referent in den Dienst des Landesamts für Denkmalpflege Bremen. Von dort führte sein Weg 1980 als wissenschaftlicher Referent zum Rheinischen Amt für Denkmalpflege. Dessen damaliger Leiter, Udo Mainzer, betraute Wolfgang Brönner nach dessen Antritt mit der Grundlagenforschung zur Architektur des 19. und 20. Jahrhunderts, wozu eigens ein Referat innerhalb der Inventarisation neu eingerichtet wurde und initiierte so letztlich die Entstehung des inzwischen in dritter und stark erweiterter Auflage erschienenen Standardwerks zur Villenarchitektur in Deutschland: Die bürgerliche Villa in Deutschland 1830 – 1900. Ab 1986 leitete Brönner die Inventarisationsabteilung.
Ein Jahr nach seiner Habilitation im Fach Kunstgeschichte an der Universität Bonn schied Wolfgang Brönner zum 15. September 1991 als Oberkonservator beim Rheinischen Amt für Denkmalpflege aus und übernahm in der Nachfolge von Magnus Backes die Stelle des Landeskonservators von Rheinland-Pfalz. Eine Aufgabe, die er bis zu seiner Verabschiedung am 29. November 2005 wahrnahm.
Brönner fungiert neben seinen dienstlichen Aufgaben seit 1993 als Redaktionsleiter der halbjährlich erscheinenden Zeitschrift Die Denkmalpflege. Im Jahr 1999 erhielt er zudem eine Ernennung zum außerplanmäßigen Professor an der Universität Mainz. Bereits zuvor hatte er seit 1974 wiederholt Lehraufträge an den Universitäten in Bremen, Köln, Bonn und Mainz.
Neben weiteren Mitgliedschaften in wissenschaftlichen Fachbeiräten, darunter jenen für den Speyerer und den Mainzer Dom war Brönner über das Landesamt für Denkmalpflege und Rheinland-Pfalz auch in die Vorbereitungen zur Aufnahme der Kulturlandschaft des oberen Mittelrheintals in die Welterbe-Liste im Jahr 2002 involviert.

## Schriften (Auswahl)
- Blondel – Perrault. Zur Architekturtheorie des 17. Jahrhunderts in Frankreich. Dissertation, Philosophische Fakultät, Universität Bonn 1971.
- Die bürgerliche Villa in Deutschland 1830 – 1890. Unter besonderer Berücksichtigung des Rheinlandes. (=Beiträge zu den Bau- und Kunstdenkmälern im Rheinland, Band 29), Patmos-Schwann, Düsseldorf 1987, ISBN 3-491-29029-5 (2., leicht verb. Aufl., Wernersche Verlagsgesellschaft, Worms 1994, ISBN 3-88462-109-2)
- Die Villa Cahn in Bonn-Plittersdorf. Ein »Deutsches Haus« am Rhein. Geschichte – Architektur – Ausstattung – Kunstsammlung. (=Beiträge zu den Bau- und Kunstdenkmälern im Rheinland, Bd. 31), J.P. Bachem Verlag, Köln 1991, ISBN 3-7616-1001-7.
- Bürgerliche Villen in Potsdam. Photographien: Jürgen Strauss, J Strauss Verlag, Potsdam 2000, ISBN 3-929748-13-4.
- Die bürgerliche Villa in Deutschland 1830 – 1900. Wernersche Verlagsanstalt, Worms 2009, ISBN 978-3-88462-286-5.